# IstoÉ Gente
ISTOÉ Gente foi uma revista brasileira de celebridades, publicada pela Editora Três, e lançada em 1999.

## História
Na internet brasileira, o site da revista foi, pelo segundo ano consecutivo, em 2006, o mais acessado da área cultural, com média mensal de 30 milhões de pageviews, além de publicar a edição especial Personalidades do Ano. A revista também elege uma vez por ano os 50 artistas mais sexy do Brasil. Em março de 2015, a Editora Três anunciou o fim da revista.